# L'isola dei morti (Böcklin)
L'isola dei morti (Die Toteninsel) è il nome di cinque dipinti del pittore svizzero Arnold Böcklin, realizzati tra il 1880 e il 1886 e conservati a Basilea, New York, Berlino e Lipsia.
La quarta versione andò perduta.

## Storia
Un luogo tranquillo: era questo il titolo originale della prima versione dell'opera, eseguita da Arnold Böcklin dopo una gestazione molto meditata su commissione di Alexander Günther, il suo mecenate ricco e misterioso: «L'isola dei morti è pronta, finalmente» gli comunicò in una missiva del 19 maggio 1880 «e sono convinto che susciterà l'impressione che desidero».
Lo stesso Arnold Böcklin, tuttavia, rimase talmente stregato dalla sua creatura da non volersene separare più.
Non sappiamo nulla sullo spunto che sollecitò Arnold Böcklin a dare vita a questa precisa composizione, che potrebbe aver preso le mosse da una visione onirica, o magari da un'immagine reale poi rielaborata dal genio artistico e dall'inconscio del pittore, o magari da luttuose fantasticherie.
Quello che è certo è che il risultato finale emanava un fascino magnetico tale da aver folgorato Marie Berna, Gräfin von Oriola (contessa di Oriola).
Su sua commissione Arnold Böcklin realizzò ben quattro varianti del dipinto, cambiandovi i colori, le condizioni luministiche, o magari aggiungendo e rimuovendo dettagli.
La terza redazione dell'opera fu stesa nel 1883 su commissione del mercante d'arte Fritz Gurlitt, che per primo adottò il titolo Die Toteninsel [L'isola dei morti], in riferimento all'atmosfera luttuosa e decadente che vi si respira, già presente d'altronde in numerose opere di Arnold Böcklin (si pensi alla Rovina di un castello, alla Tomba megalitica o alla Cavalcata della morte).
Esigenze di natura finanziaria spronarono Arnold Böcklin a realizzare una quarta versione dell'opera, già presente nelle collezioni del barone Heinrich Thyssen-Bornemisza e poi distrutta in un bombardamento della Seconda Guerra Mondiale.
La quinta versione de L'isola dei morti venne invece eseguita nel 1886 su commissione del Museo delle belle arti di Lipsia, dove l'opera può essere tuttora ammirata.
Di seguito si propone una tabella riepilogativa delle varie versioni de L'isola dei morti:
| Versione | Dipinto             | Anno        | Committente                                         | Stato       | Città    | Museo | Tecnica        | Dimensioni |
| -------- | ------------------- | ----------- | --------------------------------------------------- | ----------- | -------- | --- | -------------- | ---------- |
| I        |                     | Maggio 1880 | Alexander Günther                                   | Svizzera    | Basilea  | Kunstmuseum | olio su tela   | 111x155 cm |
| II       |                     | Giugno 1880 | Marie Berna, Gräfin von Oriola (contessa di Oriola) | Stati Uniti | New York | The Metropolitan Museum of Art | olio su tavola | 74x122 cm  |
| III      |                     | 1883        | Fritz Gurlitt                                       | Germania    | Berlino  | Alte Nationalgalerie | olio su tavola | 80x150 cm  |
| IV       | (fotografia in B/N) | 1884        | Heinrich Thyssen-Bornemisza                         | Germania    | Berlino  | Sede centrale della Berliner Bank (fondata nel 1889 in seguito alla liquidazione della cooperativa Berliner Handelsbank eG, fondata nel 1878) all'angolo tra Behrenstrasse 46 e Charlottenstrasse 47, acquisita nel 1905 dalla Commerz- und Disconto-Bank, che cambiò nome nel 1920 in Commerz- und- Privat-Bank Aktiengesellschaft e nel 1940 in Commerzbank Aktiengesellschaft distrutta dai bombardamenti del 1944 durante la Seconda Guerra Mondiale | olio su rame   | 81x151 cm  |
| V        |                     | 1886        | Museum der bildenden Künste                         | Germania    | Lipsia   | Museum der bildenden Künste | olio su tavola | 80x150 cm  |

L'eco suscitata da quest'opera è stata vastissima.
Questo dipinto, come si vedrà meglio nella sezione Descrizione e simbolismo, ha, infatti, secolarizzato la grammatica pittorica della pittura romantica, assoggettandola alle esigenze psichiche dell'uomo: ecco, allora, che L'isola dei morti è stata un'inesauribile fonte d'ispirazione per decine di pittori (tra i più valenti Giorgio De Chirico, Fabrizio Clerici, Karl Wilhelm Diefenbach e Salvador Dalí, che ha riproposto i contenuti del dipinto ne La vera immagine dell'Isola dei Morti di Arnold Böcklin all'ora dell'angelus).

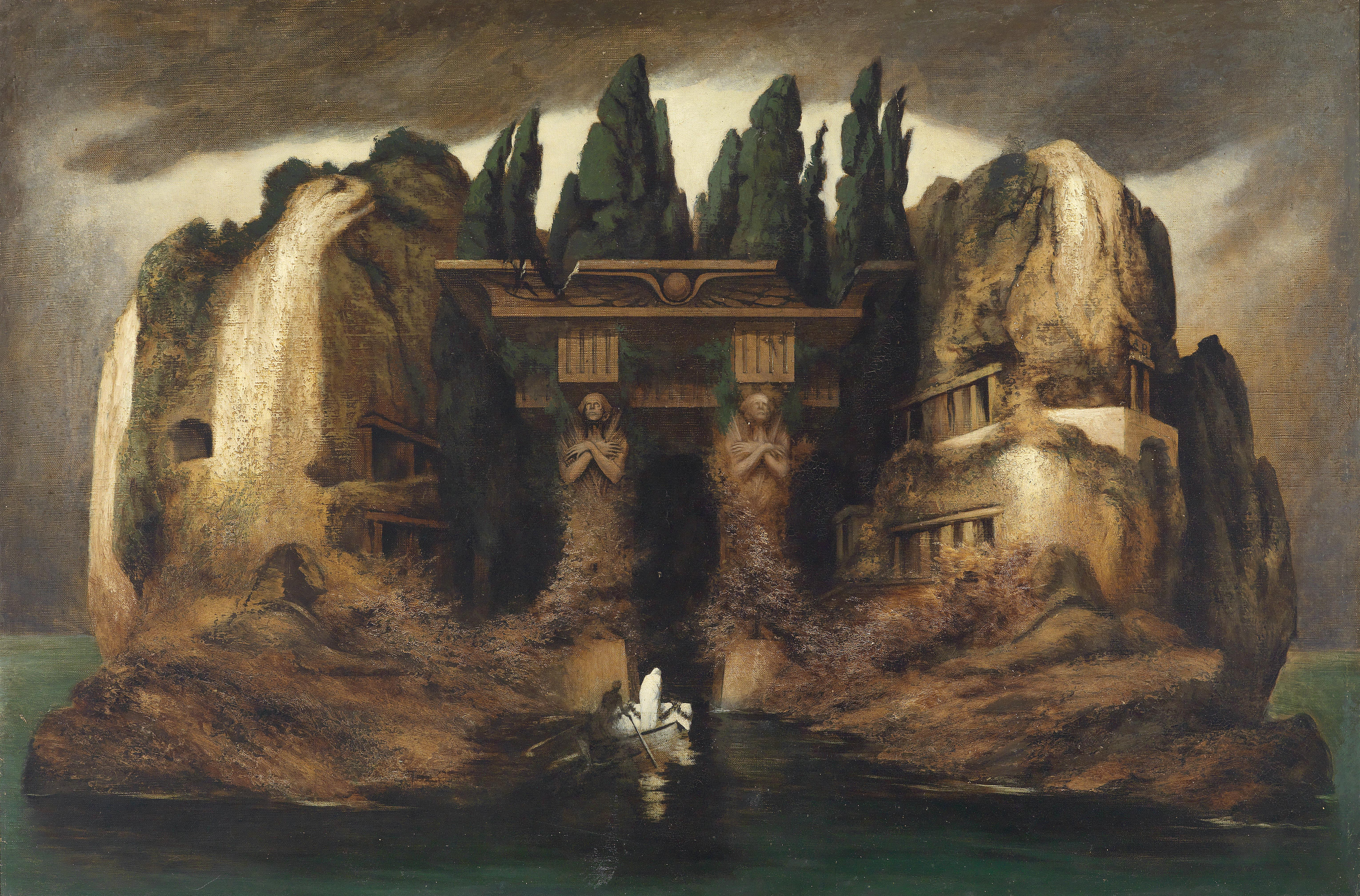
Karl Wilhelm Diefenbach, Toteninsel, 1905, olio su tela, 100x150 cm, Collezione privata di Roma

Vero e proprio best seller della pittura, L'isola dei morti fu imitata in centinaia di riproduzioni che ne divulgarono l'innovativa carica simbolica in tutta Europa: tutti quei pittori che volevano cimentarsi con la soggettività dell'animo umano e dei fenomeni avevano dunque a disposizione un'importante fonte figurativa, in un'epoca in cui L'isola dei morti era preclusa al grande pubblico, non essendo ancora stata consacrata all'ufficialità dei musei.
Ma la sinistra enigmaticità dell'opera ha attratto anche poeti, musicisti, letterati e uomini di stato.
Testimoni illustri del mai sopito interesse per questo soggetto sono Lenin, August Strindberg (nella scena finale della sua La sonata degli spettri compare proprio una riproduzione del celebre dipinto), Sigmund Freud (che ne fornì una lettura in chiave psicoanalitica), Georges Clemenceau, Sergej Vasil'evič Rachmaninov (autore nel 1909 del poema sinfonico L'isola dei morti) e Gabriele D'Annunzio, celebre poeta decadente che dopo aver visto il quadro ne volle una riproduzione in camera da letto, arrivando persino a piantumare il giardino della propria villa sul lago di Garda con cipressi lugubri e maestosi, sull'esempio di quelli che si ammassano sull'isola immaginata da Arnold Böcklin.
L'isola dei morti accese persino la fantasia di Adolf Hitler: senza dubbio affascinato dall'oscura simbologia del dipinto, il Führer acquistò la terza versione del dipinto nel 1933, per poi collocarla nel Berghof prima e nella Cancelleria del Reich poi.
Esiste una foto raffigurante Adolf Hitler nel suo studio, in compagnia del Ministro degli Esteri sovietico Vjačeslav Michajlovič Molotov e del Ministro degli Esteri tedesco Joachim von Ribbentrop, uomini di stato che avevano sottoscritto il patto di mutua non aggressione tra Germania Nazista ed Unione Sovietica: ebbene, sulla parete è visibile proprio l'Isola dei Morti.
In visita a Firenze nello scoprire il Cimitero degli Inglesi avrebbe commentato: ora ho capito Arnold Böcklin.
Nel 1888, infine, Arnold Böcklin dipinse un quadro intitolato Die Lebensinsel (L'isola dei vivi), probabilmente inteso come polo opposto all'Isola dei morti volto a neutralizzarne la carica lugubre e a trasmettere un messaggio più positivo: il quadro, infatti, è solenne di luce abbagliante e di festevoli colori e raffigura una piccola isola gremita di palme, cigni, creature marine e tutti i segni della gioia e della vita. Insieme con la prima versione dell'Isola dei morti, questo quadro fa parte della collezione del Kunstmuseum di Basilea.

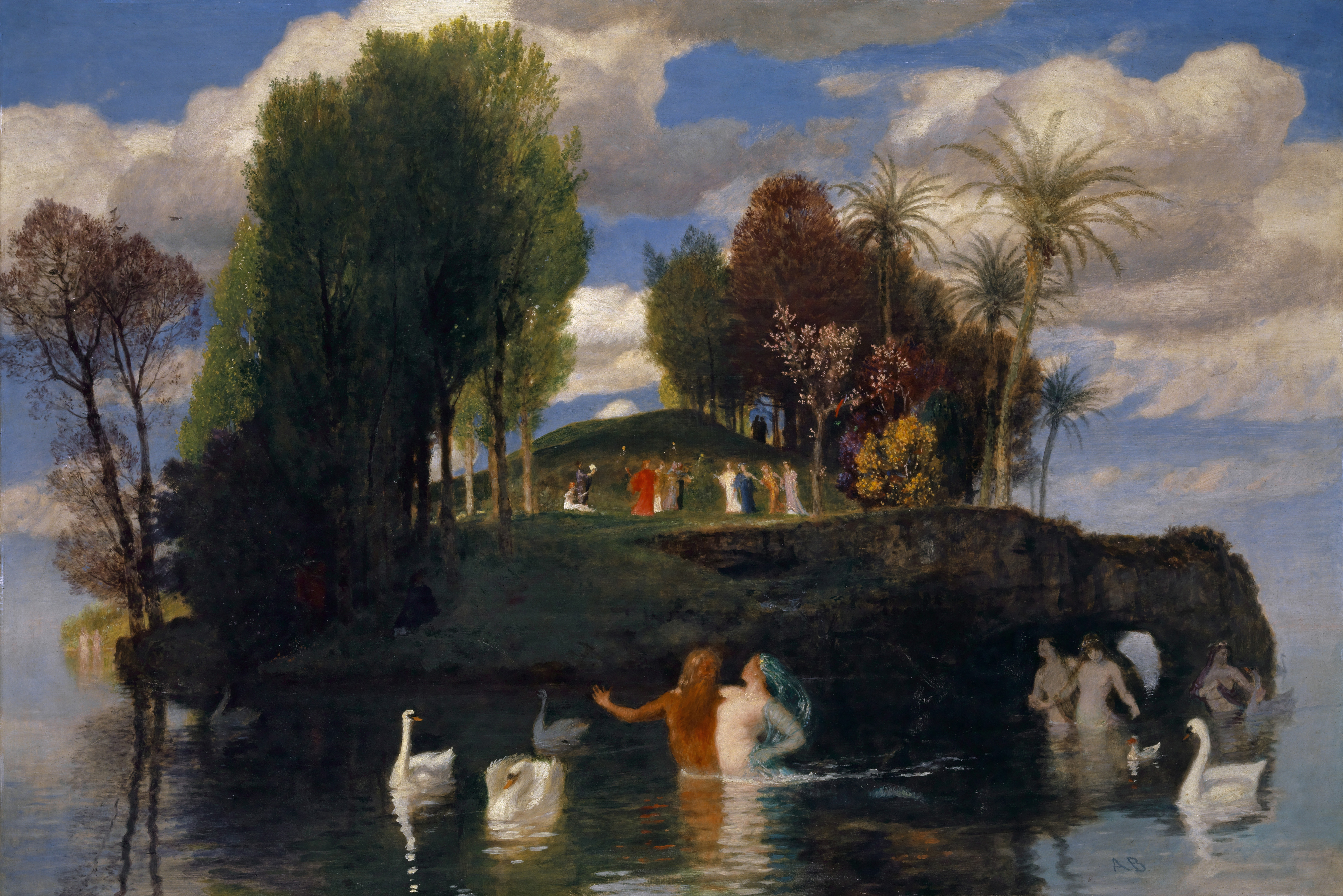
Arnold Böcklin, Die Lebensinsel, 1888, olio su tavola, 93,30x40,10 cm, Kunstmuseum di Basilea

## Descrizione e simbolismo
Al centro della composizione, si trova l'emergenza rocciosa che dà il nome della composizione: l'Isola dei Morti, per l'appunto.
La superficie di questo massiccio calcareo è movimentata da pareti megalitiche scoscese, leoni di pietra, bianche strutture templari e misteriose camere sepolcrali: alla naturale orizzontalità delle rocce, che si aprono a semicerchio davanti allo sguardo dell'osservatore, si oppongono tali manufatti, i quali sono slanciati da una verticalità che viene ripresa nel fitto bosco di cipressi.
I cipressi sono alberi tradizionalmente associati con i cimiteri e il lutto: Arnold Böcklin accoglie quest'interpretazione simbolica e, raccogliendoli in un impianto volumetrico solido e compatto, li dipinge lugubri, soverchianti, tingendoli di un verde scuro che non fa che aumentare l'atmosfera rarefatta e silente.
L'impressione complessiva è quella di uno spettacolo di desolazione immerso in un'atmosfera misteriosa e ipnotica.

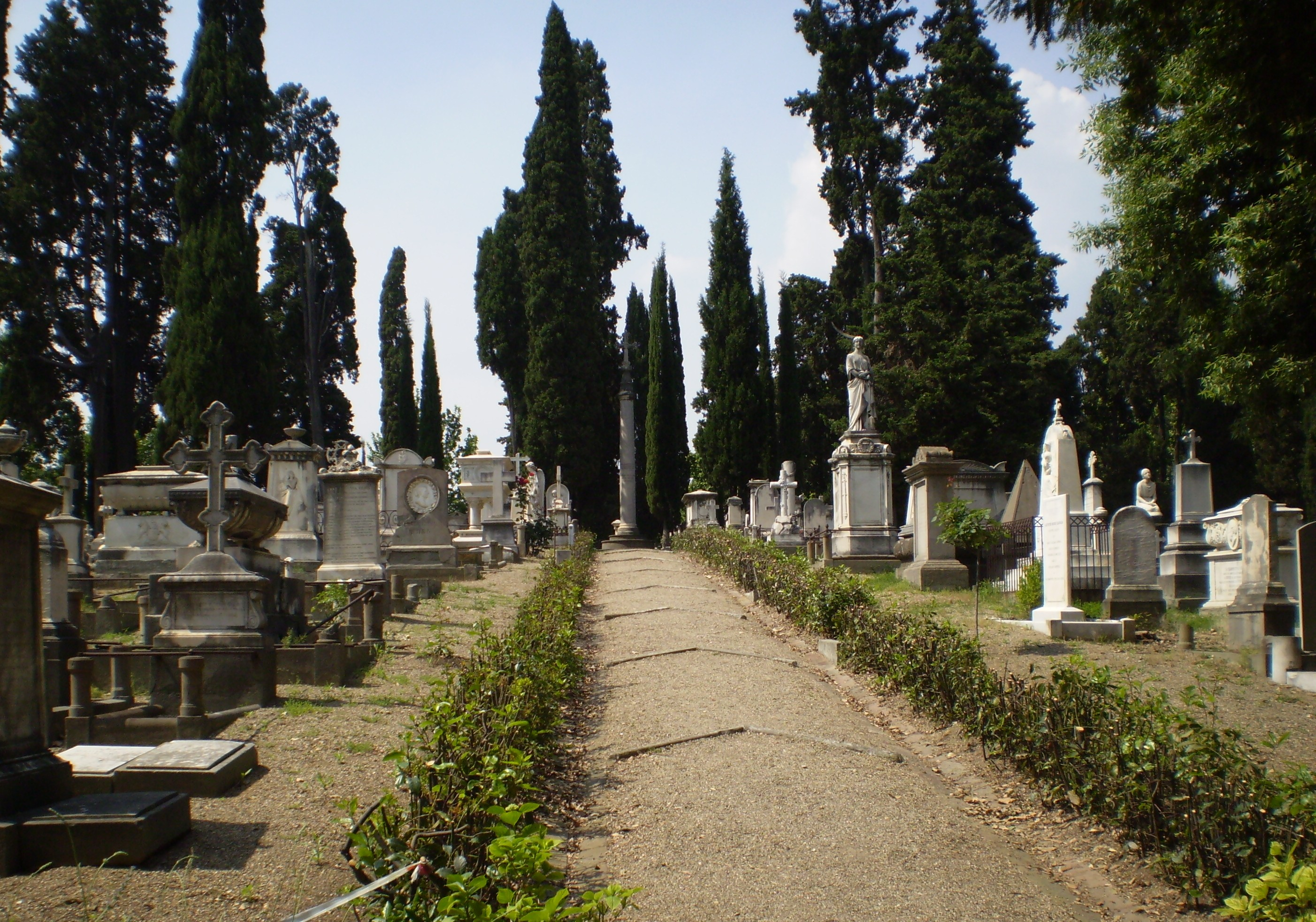
Cimitero degli Inglesi (Firenze)

Anche lo specchio d'acqua che circonda l'isola è livido e, soprattutto, innaturalmente immobile, a tal punto da sembrare quasi una lastra tombale.
Su quest'acqua rigida e scura scivola silenziosamente una piccola imbarcazione, la quale con vigorosi e placidi remeggi si avvicina sempre più all'approdo dell'Isola dei Morti, unico modo per accedervi.
A poppa vi è il conducente, chiara evocazione del Caronte di dantesca memoria, mentre a prua si trova una misteriosa figura ammantata completamente di bianco (forse un'anima) e un feretro ornato di festoni.
Si comprende che l'Isola dei Morti probabilmente non è nient'altro che «un cimitero mistico, nascosto all'uomo comune, fatto per ospitare le spoglie di persone eccezionali e costruito come una casa ultraterrena» (Giovanna Pimpinella) con la navicella che remando allude evidentemente a una discesa nel regno dell'aldilà.
O, ancora, potrebbe trattarsi di «una sorta di palcoscenico dell'inconscio, un anfiteatro naturale in grado di mostrare l'identità oscura della morte e dell'individuo» che soggioga l'osservatore «sospira[ndo] una verità che non si può dire ad alta voce» (Pierluigi Tombetti).

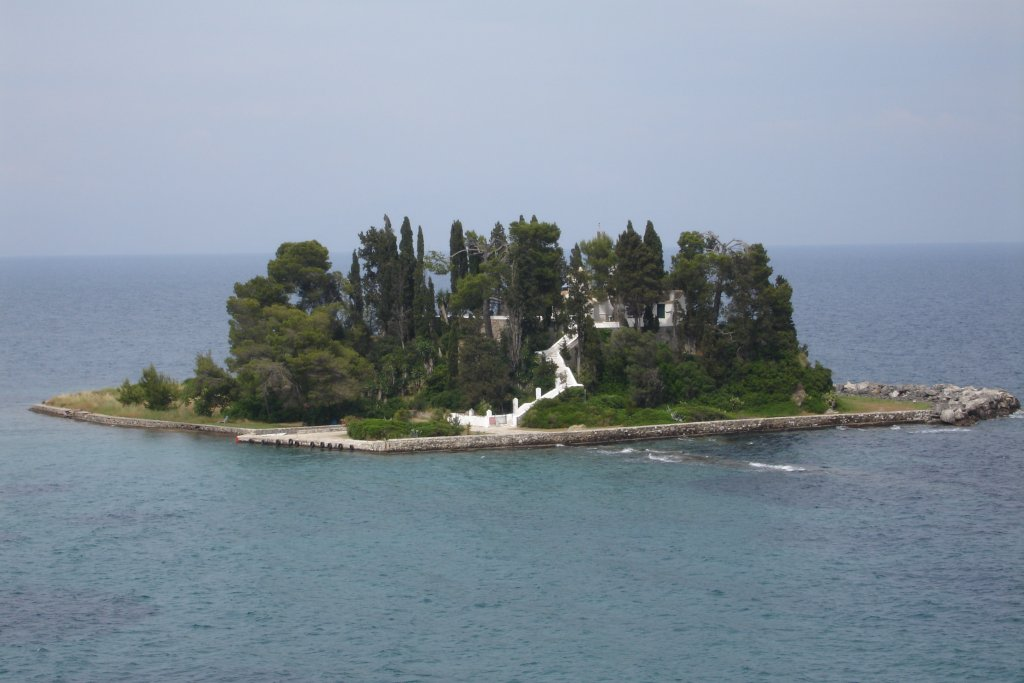
L'isola greca di Pontikonissi

Le interpretazioni che sono state fornite del quadro sono numerose.
È impossibile fornire una sicura perimetrazione esegetica del dipinto, siccome lo stesso Arnold Böcklin intendeva dar vita ad un «quadro per sognare» in grado di evocare stati d'animo diversi in funzione della visione della vita e della morte dell'osservatore coinvolto, che in questo modo può decifrare gli enigmatici contenuti ivi proposti nel segno di una completa autonomia interpretativa». Arnold Böcklin, in questo modo, dimostra di aver condotto il suo orientamento simbolista a piena maturazione.
Rendere visibile l'invisibile con immagini criptiche, sconvolgenti e rivelatrici: era questo l'obiettivo del Simbolismo, corrente alla cui formulazione letteraria aveva provveduto Stéphane Mallarmé, asserendo che «nominare un oggetto è sopprimere tre quarti del godimento della poesia, che è costituita dalla felicità di indovinare poco a poco: suggerire, ecco il sogno. È l'uso perfetto di questo mistero che costituisce il simbolo».
Arnold Böcklin con quest'opera sembra quasi voler dare vita artistica ai suggerimenti di Stéphane Mallarmé: L'Isola dei Morti, infatti, è un'opera in sé realistica, ma che in realtà cela un fitto tessuto di simboli evocatori ed allusivi.
Ben pochi si sono astenuti dal proporre la propria personale interpretazione del dipinto: lo stesso Arnold Böcklin ribadì di aver dato vita ad «un'immagine onirica» che «deve produrre un tale silenzio che il bussare alla porta dovrebbe fare paura».
Sigmund Freud, invece, vi intravide una chiara proiezione figurativa dei desideri latenti che Arnold Böcklin vorrebbe sopprimere dal proprio sistema conscio: «L'artista sa trovare la strada di ritorno dal mondo della fantasia alla realtà. Le sue creazioni, le opere d'arte, sono soddisfazioni fantastiche di desideri inconsci, come i sogni».
Molti hanno persino avanzato tentativi di interpretazione sulla base di dati biografici relativi al pittore, che fu funestato dalla morte di 6 suoi figli.

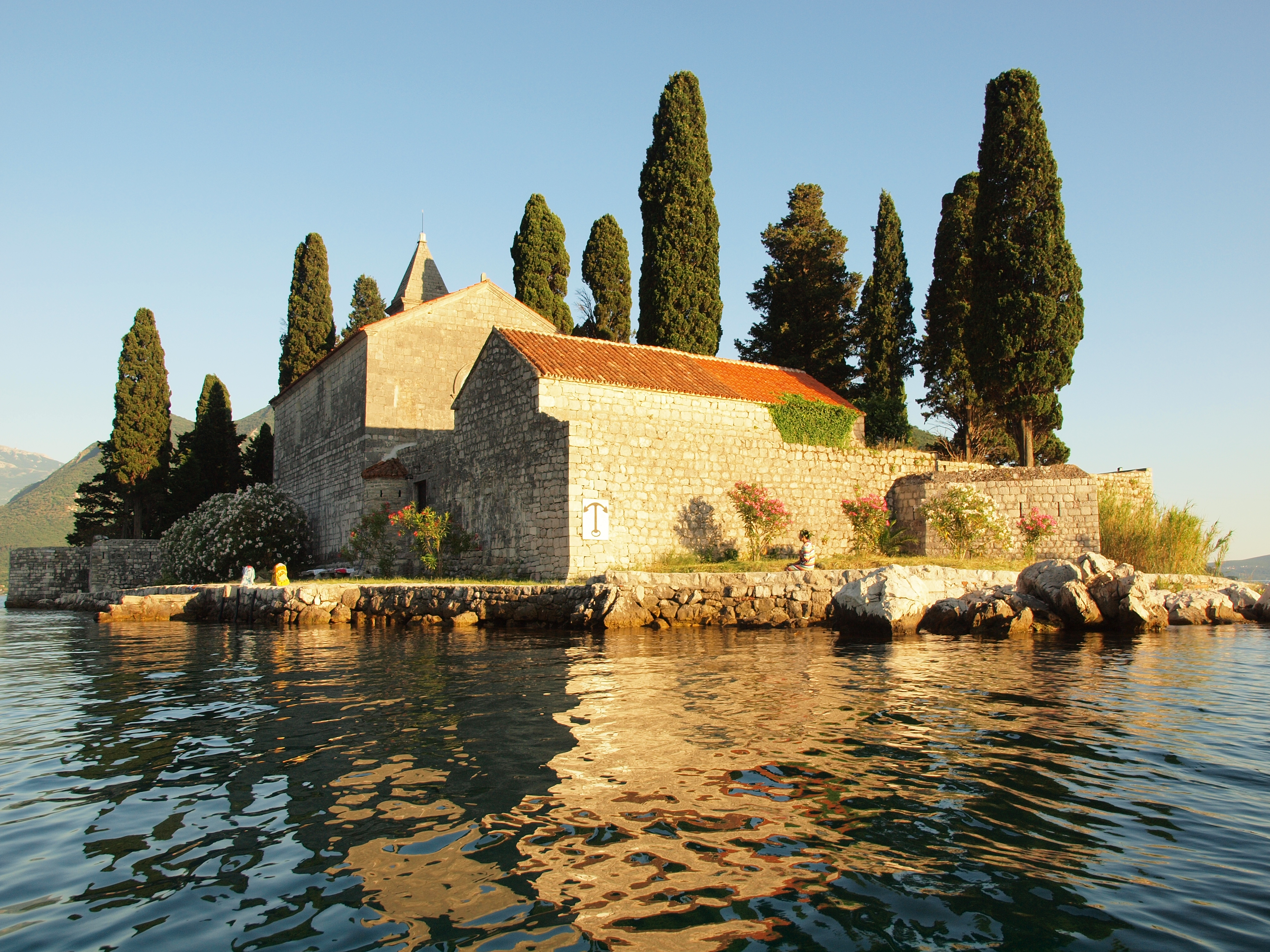
Isola di San Giorgio in Montenegro

Se i critici concordano sul fatto che il significato vero dell'opera è in realtà un impulso del tutto soggettivo scaturente dall'inconscio del singolo osservatore, continuano invece a imperversare i dibattiti in merito al luogo che potrebbe aver ispirato Arnold Böcklin nella raffigurazione dell'isolotto roccioso al centro del dipinto.
Secondo alcuni come modello per il paesaggio Arnold Böcklin si è ispirato al Cimitero degli Inglesi di Firenze, o magari a Pontikonissi, una piccola isola greca nei pressi di Corfù adornata da una cappella in mezzo a un boschetto di cipressi; secondo altri Capri e i suoi Faraglioni, o il Castello Aragonese di Ischia; altri critici, invece, sostengono che sia ispirata alla sagoma a mezzaluna dell'isola di Ponza.
Secondo il critico d'arte Hans Holenweg, infine, il luogo naturale più simile a quello del quadro sarebbe l'isola di San Giorgio, una piccola isola nelle Bocche di Cattaro, insenatura sulla costa dalmata dell'Adriatico, con un'abbazia e un piccolo cimitero le cui mura ricordano le pareti rocciose del dipinto, e la presenza di cipressi.
Successivamente lo stesso Hans Holenweg attribuì all'isola d'Ischia la sede dove il quadro era stato pensato (Convegno "Isole del Pensiero", Fiesole, Palazzo Comunale, dal 16 al 19 giugno 2011) ed Ischia è indicata nel Catalogo della Pittura del XIX secolo pubblicato dalla Alte Nationalgalerie di Berlino dove è esposta una versione dell'opera.
Un altro luogo, reale e altrettanto misterioso, che sembra alludere chiaramente alla morte sono le rovine dei Castelli di Cannero sul lago Maggiore, minuscole isolette di cui restano le mura diroccate di un'antica fortezza a delimitarne la già ridotta superficie: essendo state usate quasi sicuramente per esecuzioni capitali, trovandosi vicine alla costa, pure esse possono prestarsi benissimo al soggetto del quadro.